# Николо ди Бонакорсо
Николò ди Бонакòрсо, или Николò ди Буонакòрси (на италиански: Niccolo di Bonaccorso или Niccolo di Buonaccorso; * в Сиена, Сиенска република, † 1338) е италиански художник от Сиенската школа, съгласно документите работил в Сиена от 1355 до 1388 г.

## Биография
Николо ди Бонакорсо се ражда в семейството на художника Бонакорсо ди Паче. Датата на неговото раждане е неизвестна, макар изследователите да предполагат, че това е приблизително 1348 г., т.к. именно в тази година неговият баща се жени за Мадалене ди Чеко ди Нучо – бъдеща майка на Николо. 
В немногото съхранени документи се споменава неговото име от 1356 до 1388 г. Името на Николо ди Бонакорсо през 1356 г. се появява в списъка на Гилдията на сиенските художници "Breve dell'Arte". Изследователите предполагат, че част от имената на художниците, и сред тях името на Николо, попада в този регистър няколко години по-късно. Доколкото той не може да е роден преди 1348 г., то самостоятелен живописец той може би става едва през 1370 г. В Сиенската република той прави не лоша кариера не само като живописец, но и като способен администратор. От 1372 до 1377 г. влиза в състава на Съвета - висшият правителствен орган на Сиенската република, а през 1381 г. е избран на почетната длъжност gonfaloniere (знаменосец) в района Св. Мартин. С определена доза увереност може да се твърди, че при заемането на толкова високи постове Николо може да е разчитал на доста престижни поръчки.

## Творчество
От съхраненото наследство на художника голяма част съставляват неголеми портативни олтари. Този факт е причина за това, че сред изследователите на историята на изкуствата се утвърждава мнението, че Николо ди Бонакорсо е второстепенен сиенски художник, което не е съвсем вярно. Действително основният корпус на неговите произведения съставлява неголеми произведения, често с еднакви библейски сюжети и способи на изображения; не са съхранени никакви сведения за това, че Николо разписва фрески в храмовете. Следва да се отчита обаче, че наличните произведения са само малка част от създаденото от този майстор.
Сред произведенията, създадени от Николо, по-известен е триптихът, състоящ се от „Обвързване на Мария“ (Национална галерия, Лондон), „Въведение на Мария в храма“ (Галерия Уфици, Флоренция) и „Коронясването на Мария“ (Музей Метрополитън, Ню Йорк).
- Въведение на Мария в храма (ляв панел), 1380 г. Уфици, Флоренция.
- Обвързване на Мария (централен панел), 1380 г. Национална галерия, Лондон.
- Коронясване на Мария (десен панел), 1380 г. Музей на изкуството „Метрополитън“, Ню Йорк.

Най-голям интерес сред тях представлява лондонското „Обвързване на Мария“. Художникът е преместил многолюдната сцена на изхода от храма. На преден план е изобразен Йосиф, слагащ на пръстен на палеца на Мария; между тях стои първосвещеник, а зад Йосиф могат да се видят родителите на Мария, Йоаким и Ана, чиито глави са обкръжени от нимби. Музикантите тръбят в тръби и бият барабани; от прозорците надничат любопитни лица, в десния долен ъгъл гледа към случващото се малко мамче – чест атрибут на сиенските многолюдни композиции. На заден план е изобразена висока палма и изследователите виждат в нея намек за библейската „Песен на песните“. Под краката на присъстващите е разтлан килим с турски орнаменти – едно от първите изображения на турски килим в европейското изкуство. В долната част на картината има надпис NICHOLAUS: BONACHURSI: DE SENIS: ME PINXIT („Николо ди Бонакорсо от Сиена ме нарисува“). На картината отсъства дата, но изследователите я датират приблизително към 1380 г.